# Lepanto (estación)
Lepanto es una estación de la línea A del Metro de Roma. La estación se sitúa en la intersección de las vías Giulio Cesare y Lepanto, donde se encuentran las oficinas del Tribunal civil de Roma; en el barrio de Prati, en el Municipio I. La estación es subterránea y posee dos andenes con vías intermedias a estos.
En su entorno se encuentran la Piazza Cavour, la Piazza Cola di Rienzo, la Piazza dei Quiriti, el Teatro Adriano, el Palacio de Justicia y los estudios centrales de RAI.

## Historia
La estación Lepanto fue construida como parte de la primera sección construida de la línea A del metro, que entró en servicio el 16 de febrero de 1980 desde Ottaviano a Anagnina.
En 2005 fue suprimida la parada de autobuses suburbanos aledaña, siendo traslada cerca de la estación Cornelia.
En 2012, junto a la estación Ottaviano, fue renovada con nuevos paneles blancos.
A principios de diciembre de 2015, se le añadió la palabra Vaticano luego del nombre de la estación, para facilitar el movimiento de peregrinos a causa del Jubileo de la Misericordia, inaugurado por el Papa Francisco, y que estos se distribuyeran entre Lepanto y Ottaviano.